# ناصر کاتوزیان
امیرناصر کاتوزیان (۲ اردیبهشت ۱۳۱۰ – ۱۱ شهریور ۱۳۹۳) حقوق‌دان، استاد ممتاز دانشکدهٔ حقوق دانشگاه تهران، وکیل پایه‌یک کانون وکلای دادگستری، و قاضی سابق دادگستری بود. او را پدر علم حقوق ایران می‌دانند. بیشتر کتاب‌های او، از منابع اصلی درس حقوق مدنی دانشجویان حقوق به‌شمار می‌روند. در ۱۴ بهمن ۱۳۸۳، محمد خاتمی، رئیس‌جمهور وقت ایران، نشان درجه‌یک فرهنگ و هنر را به او اهدا کرد.
همچنین، وی برادر مرتضی کاتوزیان (نقاش) است.

## تولد و تحصیلات
امیرناصر کاتوزیان، ۱۳۱۰ خورشیدی در تهران زاده‌شد. پدرش ابوالفضل کاتوزیان و عمویش وکیل دادگستری و حقوق‌دان بودند. او هم‌واره مادرش را نخستین معلم و مربی‌اش یاد می‌کرد. کاتوزیان تحصیلات ابتدایی را در دبستان اقبال و دوران متوسطه را در دبیرستان علمیه گذراند. سپس وارد دانشگاه تهران شد و به تحصیل در رشته حقوق پرداخت.

کاتوزیان در سال ۱۳۳۱ از پایان‌نامه خود با عنوان «عقد ضمان» دفاع کرد و مدرک کارشناسی خود را با درجه بسیار خوب به اتمام رساند. محمد سنگلجی، استاد دانشگاه تهران و از استادان او، در پشت رساله‌اش تصدیق نمود که او به درجه‌ای از اجتهاد رسیده‌است. کاتوزیان، در سال ۱۳۳۹ با دفاع از رسالهٔ دکترایش با عنوان «وصیت درحقوق مدنی ایران» و نظریهٔ ابتکاری‌اش با نام «شخصیت حقوقی ترکه»، دکترای حقوق گرفت. او نخستین دانشجوی ایرانی بود که در ایران دکترای حقوق می‌گرفت. محمود شهابی خراسانی، از استادان مهم او در حقوق بوده‌است.

## فعالیت‌های علمی
کاتوزیان در ۱۳۵۱، به استادی تمام دانشگاه تهران با پایه یک استادی رسید و در سال ۱۳۵۸، سرپرست دانشکده حقوق و علوم سیاسی دانشگاه تهران شد. بازسازی و انتشار مجله دانشکده، تجدیدنظر در برنامه دانشکده، هم‌گامی با تحولات اجتماعی، و نقد لایحه قصاص از کارهای عمده او در این دوران بود. وی در جریان انقلاب فرهنگی و تعطیل‌شدن دانشگاه تهران از سرپرستی دانشکده حقوق استعفا داد. با انقلاب فرهنگی، او ۱۱ سال از استادی دانشگاه تهران برکنار شد تا آن‌که دوباره از وی دعوت به همکاری شد.
او ۵۷ کتاب نوشت، که بیشترشان کتاب آموزشی دانشگاهی هستند.
کاتوزیان، حقوق را رسوب تاریخی اخلاق و جوهر حقوق را عدالت می‌دانست. او بر این باور بود که «قانون بدون رعایت عدالت هیچ شرافتی ندارد و عدالت والاترین ارزش‌هاست». حقوق‌دان را بنده و مطیع قانون‌گذار نمی‌دانست و تأکید می‌کرد که «در پیشگاه عدالت زانو می‌زنیم، نه دربرابر قدرت».

## فعالیت‌های سیاسی
کاتوزیان در نوشتن و تدوین پیش‌نویس اولیه قانون اساسی جمهوری اسلامی ایران شرکت داشت.
او از فعالان در گروه جنبش و همراهان علی‌اصغر حاج‌سیدجوادی بود و خواهرش، کیان کاتوزیان، همسر علی‌اصغر حاج‌سیدجوادی، مسؤول نشریه جنبش بود.

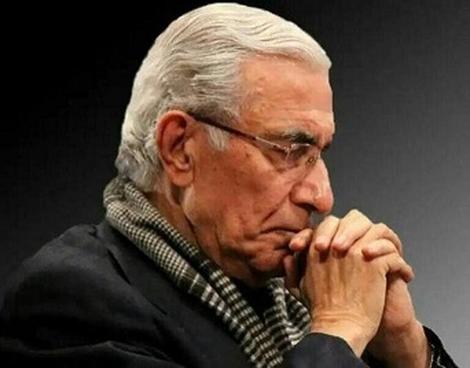
آسودگی‌ام آن‌جاست که غباری بر چهره عدالت نبینم.

روی‌هم‌رفته، او از مدافعان نظام جمهوری اسلامی بوده و مدل آن را در رساله «مقدمه‌ای بر جمهوری اسلامی» تأیید می‌کند. او در انتخابات مجلس خبرگان قانون اساسی در ۱۳۵۸، در فهرست کاندیداهای مورد حمایت جبهه ملی ایران، نهضت آزادی، سازمان مجاهدین خلق، جاما و جنبش مسلمانان مبارز قرار داشت.

## نشان‌ها و افتخارات
جایزه کتاب سال جمهوری اسلامی ایران، دو بار به ناصر کاتوزیان، برای کتاب‌های «عقود معین» (جلد چهارم) و «نظریه عمومی تعهدات» داده‌شد.
- نشان درجه ۲ فرهنگ، به مناسبت احراز رتبه نخست در امتحانات نهایی رشته ادبی سال ششم دبیرستان، سال ۱۳۲۸
- نشان درجه ۱ فرهنگ، به مناسبت احراز رتبه نخست در رشته حقوق قضایی دانشکده حقوق دانشگاه تهران، سال ۱۳۳۲
- نشان درجه ۱ پژوهش، به عنوان پژوهشگر برجسته دانشگاه تهران، سال ۱۳۸۲
- نشان درجه ۱ دانش و فرهنگ و هنر، به مناسبت مجموع تحقیقات و خدمات علمی، سال ۱۳۸۳

کاتوزیان، بهمن ۱۳۸۳ نشان درجه یک دانش و فرهنگ و هنر را از محمد خاتمی دریافت کرد.

## درگذشت
امیرناصر کاتوزیان، صبح سه شنبه ۱۱ شهریور ۱۳۹۳ در تهران، در ۸۳ سالگی درگذشت و در قطعه نام‌آوران بهشت زهرا (۲۵۵) ردیف ۳۱ شماره ۳ به خاک سپرده‌شد.

## آثار

### برخی از کتاب‌ها
- مقدمه علم حقوق، (تاکنون بیش از ۱۲۰ بار تجدید چاپ شده از ۱۳۴۷ به بعد)، آخرین ناشر انتشارات گنج دانش، (۱۳۹۶ به بعد).[۱۷][۱۸]
- قانون مدنی در نظم حقوقی کنونی، (تاکنون ۶۰ بار تجدید چاپ شده‌است) نشر میزان، ۱۳۹۹.[۱۹]
- کلیات حقوق، نظریه عمومی. شرکت سهامی انتشار، (۱۳۷۹ به بعد).
- فلسفه حقوق (۳جلد)، انتشارات گنج دانش، (۱۳۷۷ به بعد).
- قواعد عمومی قراردادها (۵ جلد)، انتشارات گنج دانش، (۱۳۷۲به بعد).
- عقود معین (۴جلد)، انتشارات گنج دانش، (۱۳۶۴ به بعد).
- نظریه عمومی تعهدات، نشر میزان.
- شیوه تجربی تحقیق در حقوق. شرکت سهامی انتشار
  - حقوق خانواده (۲جلد)، انتشارات گنج دانش، ۱۳۹۷.
- اعمال حقوقی، دوره مقدماتی حقوق مدنی. انتشارات گنج دانش، ۱۳۹۶.
- ایقاع، نظریه عمومی ـ ایقاع معین، نشر میزان.
- الزام‌های خارج از قرارداد، ضمان قهری، (۲جلد)، انتشارات گنج دانش، ۱۳۷۸.
- الزام‌های خارج از قرارداد، جلد سوم، بیمه مسئولیت مدنی، ویرایش سوم، همراه محسن ایزانلو، ۱۳۹۷.
- تحولات حقوقی خصوصی، انتشارات گنج دانش، ۱۳۹۷.
- مسوولیت ناشی از حوادث رانندگی، انتشارات دانشگاه تهران.
- اموال و مالکیت، نشر میزان
  - وصیت در حقوق مدنی ایران، انتشارات گنج دانش، ۱۳۹۷.
- ارث، نشر دادگستر، ۱۳۷۶.
- حقوق انتقالی، نشر دادگستر، ۱۳۷۵.
  - توجیه و نقد رویه قضایی، نشر دادگستر، ۱۳۷۷.
- نقد رویه قضایی، نشر جنگل، ۱۳۹۱.
- عدالت قضایی، گزیده آراء ناصر کاتوزیان، نشر دادگستر، ۱۳۷۸.
- اثبات و دلیل اثبات (جلد۱)، نشر میزان، ۱۳۶۲; (جلد۲) ۱۳۸۳.
- گذری بر انقلاب ایران، مجموعه مقالات، شخصی، ۱۳۶۰.
- درسهایی از عقود معین (۲جلد)، انتشارات گنج دانش، ۱۳۸۱.
  - حقوق خانواده، دوره مقدماتی، تک جلدی. نشر دادگستر، نشر میزان، ۱۳۸۰.
- اعتبار امر قضاوت شده. نشر میزان.
- وقایع حقوقی، انتشارات گنج دانش، ۱۳۹۶.
- آزادی اندیشه و بیان (برنامه عمران سازمان ملل متحد)انتشارات دانشکده حقوق دانشگاه تهران.
- مسوولیت ناشی از عیب تولید، دانشگاه تهران، ۱۳۸۲.
- شفعه، وصیت و ارث، دوره مقدماتی حقوق مدنی، نشر دادگستر.
- مبانی حقوق عمومی. نشر میزان
- گویاتر از گفتارها، انتشارات گنج دانش، ۱۳۹۷.
- گامی به سوی عدالت، سه جلد، نشر میزان.
- گفتگوهای مطبوعاتی. شرکت سهامی انتشار.